# José Manuel López Rodríguez
José Manuel López Rodríguez (né le 21 février 1940 à Caboalles de Abajo (es)) est un coureur cycliste espagnol. Professionnel de 1965 à 1972, il a notamment remporté la Semaine catalane en 1966, le Tour du Levant en 1971 et une étape du Tour d'Espagne 1969.

## Palmarès

### Palmarès amateur
- 1961
  - 2e, 3e, 4e, 8e et 10e étapes du Tour du Guatemala
  - 3e du Tour du Guatemala
- 1964
  -  Champion d'Espagne sur route amateurs
  - 5e de la course en ligne des Jeux olympiques
  - 8e du contre-la-montre par équipes aux Jeux olympiques
- 1965
  -  Champion d'Espagne sur route amateurs
  - Circuit de la Sarthe
  - Tour des Combrailles :
    - Classement général
    - 1re et 2e (contre-la-montre) étapes

  - Trophée Nice-Matin :
    - Classement général
    - 1re et 4ea (contre-la-montre) étapes

  - 2e du Tour de l'Avenir
  -  Médaillé d'argent du championnat du monde du contre-la-montre par équipes
  - 4e du Tour de Navarre

### Palmarès professionnel
| - 1966 - 1rea étape du Tour du Levant - Semaine catalane : - Classement général - 1re étape - GP Llodio - 3e du Trofeo Jaumendreu - 1967 - 2e de la Klasika Primavera - 3e du GP Vizcaya - 6e du Tour d'Espagne - 9e du Tour de Suisse - 1968 - 3e et 7e étape du Tour du Levant - Grand Prix de Navarre - 1969 - 1re étape du Tour du Levant - 9e étape du Tour d'Espagne - GP Caboalles de Abajo - GP Vittoria - 2e du Tour du Levant - 2e de la Prueba Villafranca de Ordizia - 2e des Trois Jours de Leganés - 3e du GP Vizcaya | - 1970 - Six Jours de Madrid (avec Domingo Perurena) - 6e étape du Tour du Levant - 4e étape du Tour de La Rioja - 3e du Trofeo Elola - 1971 - Tour du Levant : - Classement général - 1re étape - 4e étape de la Semaine catalane - 2e du GP Pascuas - 2e de la Klasika Primavera - 3e de la Clásica de Sabiñánigo - 3e de la Prueba Villafranca de Ordizia - 3e des Trois Jours de Leganés - 1972 - Trofeo Elola - 2e de la Clásica de Sabiñánigo - 2e des Trois Jours de Leganés - 3e du Tour de Ségovie - 3e du GP Llodio |  |

## Résultats sur les grands tours

### Tour de France
4 participations
- 1966 : 41e
- 1967 : 33e
- 1969 : 22e
- 1971 : 52e

### Tour d'Espagne
7 participations
- 1966 : 15e
- 1967 : 6e, vainqueur du classement des metas volantes,  maillot amarillo pendant un jour
- 1968 : 16e
- 1969 : 15e, vainqueur de la 9e étape
- 1970 : 47e
- 1971 : 38e
- 1972 : 34e

### Tour d'Italie
1 participation
- 1968 : abandon